# التهاب المثانة اليوزيني
التهاب المثانة اليوزيني نوع نادر من التهاب المثانة الخلالي أبلغ عنه دوين براون أول مرة في عام 1960. وُجد ارتباط بين التهاب المثانة اليوزيني وكثير من العوامل المسببة، كالحساسية وأورام المثانة ورضوض المثانة والعدوى الطفيلية والعلاج الكيميائي، ومازال السبب الدقيق للمرض مجهولًا. تُعد استجابة المستضد-الأجسام المضادة على الأرجح سبب التهاب المثانة اليوزيني، إذ إنها تؤدي إلى إنتاج أنواع مختلفة من الغلوبولينات المناعية التي تُنشط الحمضات (اليوزينات) وتقدح الالتهاب.
أكثر الأعراض حدوثًا صعوبة التبول والبيلة الدموية وتعدد البيلات والآلام فوق العانة. تُعد خزعة المثانة من خلال تنظير المثانة المعيار الذهبي للتشخيص. يمكن أن تدعم نتائج الفحوصات المختبرية الأخرى التشخيص، ومن النتائج المختبرية المرافقة زيادة الحمضات في الدم المحيطي، وهي نادرة الحدوث لدى المرضى، والبيلة الدموية المجهرية والبيلة البروتينية وغيرها من الموجودات المختبرية.
لا يزال علاج التهاب المثانة اليوزيني موضع خلاف. استُخدمت مضادات الهيستامين ومضادات التشنج ومضادات الليكوترين والأدوية المثبطة للمناعة والستيروئيدات القشرية فمويًا وعبر المثانة، وقد تُجرى الجراحة لعلاج الأعراض في الحالات الشديدة.

## العلامات والأعراض
أكثر الأعراض حدوثًا في التهاب المثانة اليوزيني التبول المتكرر (تعدد البيلات) وصعوبة التبول (عسر التبول) ووجود دم في البول (البيلة الدموية) والآلام فوق العانة. تشمل العلامات والأعراض الأقل شيوعًا احتباس البول والتبول الليلي. في حالات نادرة موثقة، ظهرت أعراض غير شائعة مثل طفح جلدي لدى مريض عولج بدواء ميتومايسين سي، ووجود الهواء في البول (بيلة غازية) نتيجة ناسور معوي مثاني لدى مريض يعاني من حساسية للخيوط الجراحية المصنوعة من الأمعاء الحيوانية، وأعراض هضمية بسبب ارتشاح الأمعاء باليوزينات.
تجدر الإشارة إلى أن 2% من مرضى السرطانة الانتقالية السطحية في المثانة لديهم مثانة مرتشحة باليوزينات. وقد ثبت أن هذا الميل يرتبط بانخفاض معدل النكس إحصائيًا مقارنة بالسرطانة غير المترافقة بالارتشاح اليوزيني.
لا تظهر نتائج الفحص الجسدي أي موجودات مهمة لدى مرضى التهاب المثانة اليوزيني. وعادة ما يكشف جس البطن عن إيلام عند الضغط لدى المرضى الذين يعانون من الألم. أُبلغ عن حالات ظهرت فيها كتلة في أسفل البطن.

### المضاعفات
وفقًا لإحدى الدراسات، فإن أكثر المضاعفات حدوثًا التوسع في الجزء العلوي من المسالك البولية، وتحدث لدى 27% من المرضى. ويكون موقع التضييق عادةً عند الوصل الحالبي المثاني لدى معظم المرضى المصابين بالتهاب الحالب اليوزيني.
يمكن أن يؤدي تليف جدار المثانة وانخفاض مطاوعتها إلى ارتفاع الضغط في الحالب في المنطقة الداخلة في عضلية المثانة. إذا كانت الإصابة ثنائية، يؤدي الانسداد إلى قصور كلوي أو توقف كلوي مؤقت.
قد يحتاج المرضى إلى نقل الدم إذا كانت البيلة الدموية شديدة أو مترافقة باضطراب في التخثر.

## الأسباب
افتُرضت أسباب وارتباطات مَرضية مختلفة. وتشمل الأسباب المحتملة الأدوية وتخرب الأمعاء والتهيج المعوي المستمر والتندب بعد الجراحات المعوية والإصابة بالطفيليات والحساسية الغذائية والدوائية والتهابات المسالك البولية وسرطانة الخلية الانتقالية وأمرض المناعة الذاتية والتهاب الأمعاء باليوزينات.